# Đô thị tại Tây Ninh
Các đô thị tại Tây Ninh là những Thành phố, thị xã,thị trấn được cơ quan nhà nước có thẩm quyền ra quyết định thành lập. Hiện tại Tây Ninh có ba loại đô thị: loại II, loại III và loại V. Trong đó có 9 đô thị, gồm có 1 đô thị loại II, 2 đô thị loại III và 6 đô thị loại V.

## Quá trình hình thành
Năm 1838, vua Minh Mạng đổi Phiên An tỉnh thành là tỉnh Gia Định gồm có 3 phủ, 7 huyện. Các phủ là Phủ Tân Bình có 3 huyện, Phủ Tân An có 2 huyện, Phủ Tây Ninh có 2 huyện là: huyện Tân Ninh và huyện Quang Hóa.
- Huyện Tân Ninh, lỵ sở kiêm phủ thành nằm ở thôn Khang Ninh (nay thuộc thị xã Tây Ninh). Huyện Tân Ninh, được đặt ra năm Minh Mạng thứ 17 (1836). Phần đất huyện Tân Ninh phủ Tây Ninh nhà Nguyễn nay có thể là địa phận phía Bắc của tỉnh Tây Ninh ngày nay (tức năm 2011) (thành phố Tây Ninh, huyện Tân Biên, huyện Châu Thành,...), và có thể bao gồm cả một phần đất phía Bắc của tỉnh Svay Rieng (khúc giữa tỉnh Svay Rieng) Campuchia.
- Huyện Quang Hóa, lỵ sở trước đặt ở thôn Cẩm Giang sau chuyển sang thôn Long Giang. Đất huyện Quang Hóa phủ Tây Ninh nhà Nguyễn nay có thể là địa phân các huyện phía Nam tỉnh Tây Ninh (như Bến Cầu, Gò Dầu, Trảng Bàng,...), các huyện Đông Bắc tỉnh Long An (như Đức Huệ, Hậu Nghĩa, Mộc Hóa[1],...) và phần phía Nam của tỉnh Svay Rieng Campuchia.

Năm 1861, Sau khi thực dân Pháp chiếm Tây Ninh, việc cai quản ở 2 huyện được thay thế bằng 2 Đoàn Quân sự đặt tại Trảng Bàng và Tây Ninh. Năm 1868, hai đoàn Quân sự được thay thế bằng hai Ty Hành chánh. Sau nhiều lần thay đổi, năm 1897 Tây Ninh gồm có 2 quận là Thái Bình, Trảng Bàng.
Ngày 1 tháng 1 năm 1900, Toàn quyền Paul Doumer cho áp dụng nghị định ký ngày 20 tháng 12 năm 1899 đổi các khu tham biện (inspections) là tỉnh (province). Thời Pháp thuộc, Nam Kỳ được chia làm 20 tỉnh để cai trị và sau đó Cap St. Jacques (Vũng Tàu) tách ra thành tỉnh thứ 21. Tây Ninh lúc đó là tỉnh thứ 12.
Ngày 9 tháng 12 năm 1942, Thống đốc Nam kỳ ban hành Nghị định 8345 ấn định ranh giới Tây Ninh. Sau Cách mạng Tháng Tám tỉnh Tây Ninh vẫn giữ nguyên ranh giới cũ. Năm 1950, cắt một phần đất của Thái Hiệp Thạnh cũ thành lập thị xã Tây Ninh, nhưng do chưa đủ điều kiện hoạt động nên sau đó giải thể. Sau hiệp định Giơnevơ năm 1954, thành lập lại Thị xã Tây Ninh trên địa bàn cũ.
Năm 1979, thành lập thị trấn Hòa Thành thuộc huyện Hòa Thành.
Năm 1991, thành lập thị trấn Tân Châu thuộc huyện Tân Châu.
Năm 1992, thành lập thị trấn Tân Biên thuộc huyện Tân Biên.
Năm 1998, thành lập thị trấn Châu Thành thuộc huyện Châu Thành.
Năm 1999, thành lập thị trấn Dương Minh Châu thuộc huyện Dương Minh Châu. và thị trấn Bến Cầu thuộc huyện Bến Cầu.
Năm 2012, Bộ Xây dựng có Quyết định số 1112/QĐ-BXD, công nhận thị xã Tây Ninh, tỉnh Tây Ninh, là đô thị loại III.
Năm 2013, Chính phủ ra Nghị quyết 135/NQ-CP chuyển 2 xã Ninh Sơn và Ninh Thạnh thành 2 phường có tên tương ứng và chuyển thị xã Tây Ninh thành thành phố Tây Ninh
Ngày 21 tháng 04 năm 2016, khu vực thị trấn Hòa Thành mở rộng được công nhận là đô thị loại IV.
Ngày 17 tháng 5 năm 2016, Bộ Xây dựng đã ban hành Quyết định số 432/QĐ-BXD về việc công nhận thị trấn Trảng Bàng là đô thị loại IV.
Ngày 27 tháng 12 năm 2018, toàn bộ huyện Hòa Thành (gồm thị trấn Hòa Thành và 7 xã) được công nhận là đô thị loại IV.
Ngày 28 tháng 12 năm 2018, Bộ Xây dựng đã ban hành quyết định số 1709/QĐ-BXD về việc công nhận huyện Trảng Bàng là đô thị loại IV.
Ngày 10 tháng 1 năm 2020, thành lập thị xã Hòa Thành và thị xã Trảng Bàng trên cơ sở 2 huyện có tên tương ứng.
Ngày 10 tháng 2 năm 2025, Bộ Xây dựng ban hành Quyết định số 111 và 112/QĐ-BXD về việc công nhận thị xã Hòa Thành và thị xã Trảng Bàng là đô thị loại III.
Ngày 14 tháng 3 năm 2025, Thủ tướng Chính phủ ban hành Quyết định số 605/QĐ-TTg về việc công nhận thành phố Tây Ninh là đô thị loại II trực thuộc tỉnh Tây Ninh.

## Các đô thị
| STT  | Tên đô thị               | Loại đô thị | Diện tích (km²) | Dân số (người) | Mật độ dân số (người/km²) | Vai trò | Số phường | Số xã | Số thị trấn | Hình ảnh                     |
| ---- | ------------------------ | ----------- | --------------- | -------------- | ------------------------- | --- | --------- | ----- | ----------- | ---------------------------- |
| 1    | Thành phố Tây Ninh       | Loại II     | 140             | 153.537        | 1.097                     | Trung tâm chính trị, kinh tế, văn hóa và xã hội quan trọng nhất của tỉnh Tây Ninh                                                                                      | 7         | 3     |             | Phường 3, thành phố Tây Ninh |
| 2    | Thị xã Hòa Thành         | Loại III    | 82,92           | 147.666        | 1.781                     | Trung tâm thương mại, du lịch, cửa ngõ giao thương giữa Tây Ninh và Thành phố Hồ Chí Minh                                                                              | 4         | 4     |             | Tòa thánh Cao Đài Tây Ninh   |
| 3    | Thị xã Trảng Bàng        | Loại III    | 340,14          | 161.831        | 476                       | Đô thị sinh thái kiêm kinh tế, giữ vai trò là trung tâm công nghiệp, dịch vụ và nông nghiệp kỹ thuật cao; cửa ngõ kết nối giữa tỉnh Tây Ninh với Thành phố Hồ Chí Minh | 6         | 4     |             | Trung tâm thị xã Trảng Bàng  |
| 4    | Thị trấn Tân Biên        | Loại V      | 8,21            | 11.197         | 1.364                     | Trung tâm chính trị, kinh tế, văn hóa và xã hội của huyện Tân Biên |           |       | 1           | Ngã ba Cần Đăng              |
| 5    | Thị trấn Dương Minh Châu | Loại V      | 4,65            | 5.224          | 1.123                     | Trung tâm chính trị, kinh tế, văn hóa và xã hội của huyện Dương Minh Châu                                                                                              |           |       | 1           | Hồ Dầu Tiếng                 |
| 6    | Thị trấn Bến Cầu         | Loại V      | 6,38            | 6.577          | 1.031                     | Trung tâm chính trị, kinh tế, văn hóa và xã hội của huyện Bến Cầu |           |       | 1           | Thị trấn Bến Cầu             |
| 7    | Thị trấn Gò Dầu          | Loại V      | 6,1             | 25.787         | 4.227                     | Trung tâm chính trị, kinh tế, văn hóa và xã hội của huyện Gò Dầu |           |       | 1           | Quốc lộ 22                   |
| 8    | Thị trấn Châu Thành      | Loại V      | 7,55            | 8.689          | 1.151                     | Trung tâm chính trị, kinh tế, văn hóa và xã hội của huyện Châu Thành                                                                                                   |           |       | 1           |                              |
| 9    | Thị trấn Tân Châu        | Loại V      | 754             | 6.902          | 9                         | Trung tâm chính trị, kinh tế, văn hóa và xã hội của huyện Tân Châu |           |       | 1           | Hồ Dầu Tiếng                 |
| Tổng | 9                        |             |                 |                |                           | | 17        | 11    | 6           |                              |